# Admonitio generalis
Droit romano-germain
Droit du haut Moyen Âge
Capitulare episcoporum  (779) Duplex legationis edictum (789)
L'Admonitio generalis est un capitulaire promulgué par Charlemagne le 23 mars 789. Ce capitulaire définit l'entreprise de christianisation prônée par Charlemagne et prend certaines décisions majeures comme la restauration des écoles.

## Contenu
Dans ce capitulaire de 82 articles, Charlemagne adresse à tous ses sujets, laïcs, moines, prêtres et évêques, une admonitio generalis (« exhortation générale ») qu'il avait étudiée avec tous ses conseillers laïcs et ecclésiastiques et dans laquelle il prescrit à chacun ses devoirs, et notamment :
- c23. Il ordonne la destruction des arbres, pierres (menhirs, milliaires, stèles gallo-romaines) et fontaines qui font l'objet de cultes païens. Pour ne pas trop mécontenter les populations, il est accepté que ces objets de culte soient christianisés par l'adjonction d'une croix ou de divers motifs illustrant la nouvelle religion[2].
- c72. Il recommande aux évêques d'attirer à eux non seulement les enfants de condition servile, mais même les fils des hommes libres, d'organiser dans les églises cathédrales et dans les monastères des écoles pour enseigner aux enfants à lire, à chanter, à compter, enfin de veiller à ce que les psautiers, les livres de musique, d'arithmétique et de grammaire soient d'une parfaite correction.
- c80. Il recommande l'usage du chant romain ou chant grégorien dont l'usage avait été établi par son père, Pépin le Bref.